# 斯克里文 (喬治亞州)
斯克里文（英語：Screven）是一個位於美國喬治亞州韋恩縣的城市。

## 地理
斯克里文的座標為31°29′06″N 82°00′59″W / 31.48500°N 82.01639°W，而該地的平均海拔高度為37米（即121英尺）。

## 人口
根據2010年美國人口普查的數據，斯克里文的面積為5.60平方千米，當中陸地面積為5.60平方千米，而水域面積為0.00平方千米。當地共有人口766人，而人口密度為每平方千米136.79人。